# Conspiració del triangle
L'anomenada conspiració del triangle va ser una temptativa liberal per enderrocar i/o assassinar al rei Ferran VII d'Espanya, duta a terme per una societat secreta de la maçoneria, que va dirigir el militar valencià Ramón Vicente Richart al febrer de 1816. Pretenien segrestar al rei en un bordell i tot seguit proclamar la Constitució espanyola de 1812.
La conspiració va ser duta a terme en secret per protegir la seguretat dels seus ideòlegs. Van seguir el procediment triangular per evitar el desmantellament total de la trama, segons el model ideat per l'illuminati Weissaupth. Així, cada conspirador només coneixia la identitat de dos membres de la trama. D'aquesta manera només els caps superiors coneixen tota l'estructura. En la trama van arribar a participar empleats del Palau Reial.
Finalment, van decidir matar Ferran VII als voltants de la porta d'Alcalá en un dels seus passejos nocturns, en els quals anava acompanyat del seu fidel Perico Chamorro (ex-aiguador de Fuente del Berro, a qui el monarca havia conegut en un bordell) i del duc d'Alagón. El monarca sentia predilecció per una prostituta andalusa, coneguda com a "Pepa la Malaguenya", en el cubicle de la qual els liberals tenien pensat matar el rei. Però, dos sergents de marina van delatar Vicente Richart i la trama. El capità Rafael Morales va detenir Vicente Richart, juntament amb cinquanta sospitosos. Richart i el seu còmplice, el barber Baltasar Gutiérrez, van ser penjats a la plaça de la Cebada de Madrid el 6 de maig de 1816.